# Karol Kuczyński
Karol Kuczyński herbu Ślepowron (ur. 4 listopada 1797 w Żurobicach, zm. 24 października 1863 w Godlewie Wielkim) – kapitan 1 pułku wojsk polskich w powstaniu listopadowym. Syn Jana Kuczyńskiego, majora kawalerii drohickiej w powstaniu kościuszkowskim i Marianny z Kiełczewskich, brat Teodora Kuczyńskiego.
1 sierpnia 1810 wszedł z Korpusu Kadetów do 8 pułku ułanów. 15 listopada 1812 kapral, 29 grudnia 1812 sierżant, 1 czerwca 1813 wszedł do 4 pułku ułanów. 1 stycznia 1814 wszedł do pułku Krakusów, odbył kampanie 1812-14 Ostrowno, Witebsk, Smoleńsk, Możajsk, Altenburg, Lipsk, Hanau, Paryż. Ranny pod Możajskiem w nogę prawą od granatu, w 1812 otrzymał złoty krzyż Virtuti Militari. 1 sierpnia 1815 wszedł do 2 pułku ułanów. 12 marca 1817 podporucznik, 16 maja 1824 porucznik. W powstaniu listopadowym 6 lutego 1831 kapitan 1 pułku ułanów, 7 marca 1831 przeniesiony do 5 pułku ułanów. Po kapitulacji Warszawy pozostał w mieście, stawił się przed KRW, ponowił przysięgę wierności carowi. W maju 1832 Komisja Przeznaczenia i Wsparcia przyznała mu 3-letni zasiłek.
W 1848 r. pisarz magazynu solnego w Tykocinie i posesor dzierżawny w majątku Żebry-Laskowiec. Był mężem Julianny Romany Godlewskiej, siostry Wiktora Godlewskiego, mieli trójkę dzieci: Marię, Leona i Mieczysława Zenobiusza. Zmarł w swoim majątku Godlewo Wielkie 24 października 1863 r.